# یوکا روهانن
یوکا روهانن (فنلاندی: Jukka Ruhanen؛ زادهٔ ۱۶ آوریل ۱۹۷۱) بازیکن فوتبال اهل فنلاند بود.
وی همچنین در تیم ملی فوتبال فنلاند بازی کرده‌است.